# Castell de Vilallonga
El castell de Vilallonga, també conegut com a castell dels Moros, és un castell d'origen musulmà de la comarca de la Safor (País Valencià). Es troba a 1,5 quilòmetres del municipi, a la serra de les Fontanelles, des d'on es domina la plana de la Font (conegut com El Pla de la Font) i tot el territori del seu entorn.

## Descripció
Es tracta d'un recinte emmurallat de mitjanes dimensions, situat per la seva part aquest costat d'un tallat de 30 metres d'altura i per la seva part oest adaptant-se a un barranc per on baixen per mitjà de bancades, on se situava una barrera defensiva i un segon recinte emmurallat de protecció del recinte superior.
A la part nord-oest queden les restes del que va haver de ser la torre major del castell, mantenint-se també en peu un parament de muralla que encara conserva els seus merlets, així com un aljub.
Per les seves fàbriques van utilitzar diverses tècniques constructives. L'aljub va ser realitzat amb murs encofrats de morter i pedra i cobert per una volta amb marques de canyís, i els murs del recinte amb fàbrica de tàpia de terra i maçoneria col·locada a la part baixa com a reforç.